# 파나맥스

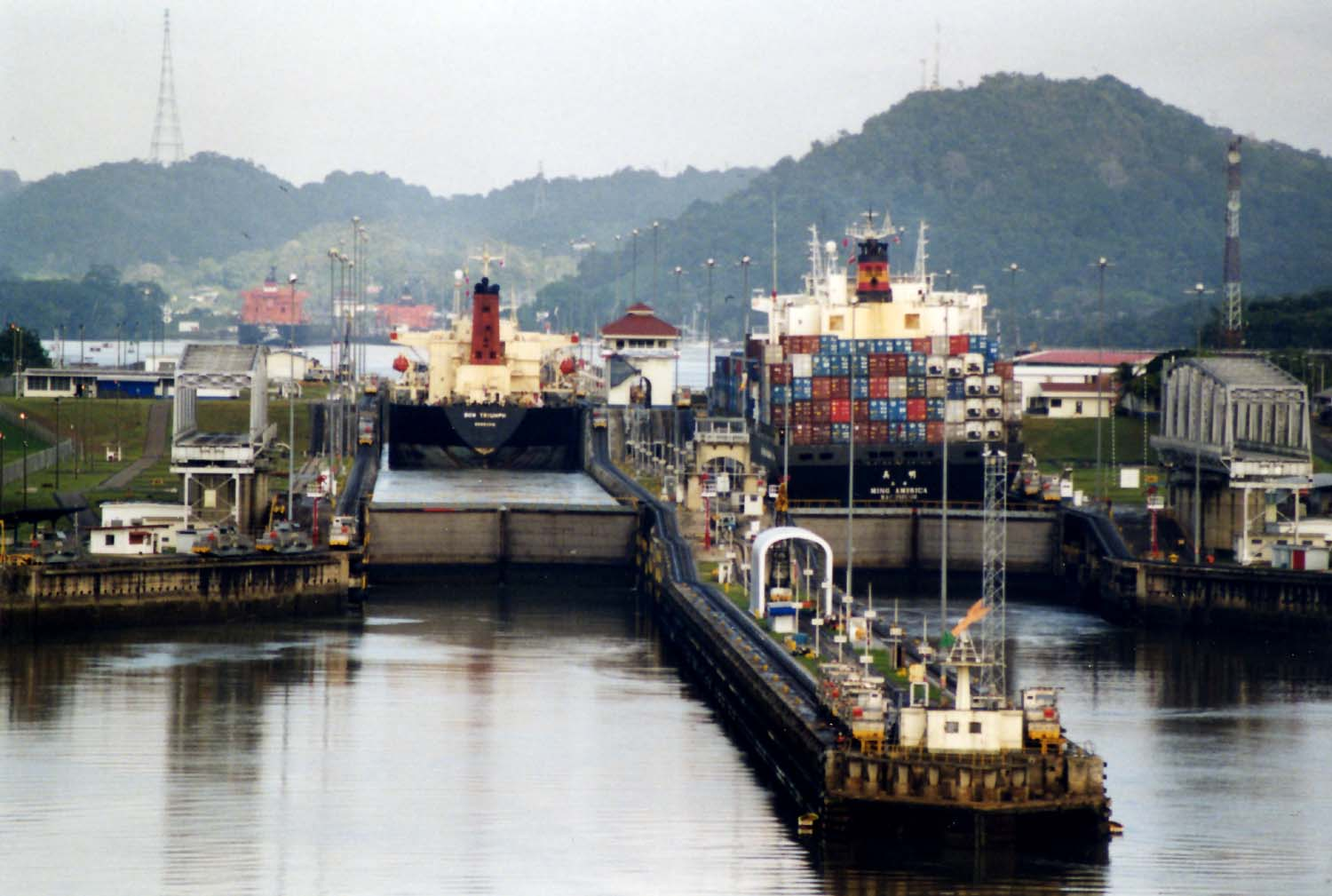

파나맥스(영어: Panamax, Panamax ship)란 파나마 운하를 통과할 수 있는 가장 큰 선박의 규모를 일컫는다. 운하를 통과할 수 있는 선박의 크기는 운하 갑문의 폭이나 갑실(챔버)의 수심에 따라 제한된다. 물동량의 증가로 파나맥스급의 선박 수는 계속 해서 증가하고 있다.
파나맥스급 선박 비중의 증가는 파나마 운하 운영에도 점차 많은 부담을 주고 있다. 파나맥스급의 배는 파나마 운하 통과시 여유 공간이 매우 부족하여 운항시 세심한 제어가 필요하기 때문에 주간에만 통과가 가능하며 작은 선박에 비해 통과에도 더 많은 시간이 소요된다. 특히 파나마 운하의 게일라드 컷 구간은 파나맥스급 선박의 교차 통행이 불가능하다.

## 제원
파나맥스급 선박의 크기는 파나마 운하의 갑문과 갑실의 크기에 의해 결정된다. 구체적인 제원은 폭 33.53 미터, 길이 1050 미터, 깊이 25.91 미터이다. 이중 실제 배가 들어갈 수 있는 길이는 304.8 미터이고 깊이는 갑실에 따라 차이가 있으나 가장 얕은 구간이 약 12.56 미터이다.

## 포스트-파나맥스급 선박
포스트-파나맥스급 선박이란 파나마 운하 통과가 가능한 크기 이상의 배를 일컫는다. 초대형 유조선이나 컨테이너선 또는 미국 해군의 초대형 항공모함 등이 이에 해당한다.

## 같이 보기
- 화물선
- 수에즈맥스
- 큐맥스
- 말라카막스